# Carlos Manuel Soares Miguel
Carlos Manuel Soares Miguel (Torres Vedras, 1957) é um advogado português, atualmente candidato à Presidente da Assembleia Municipal de Torres Vedras. Anteriormente, tinha sido Secretário de Estado das Autarquias Locais no XXI Governo Constitucional e Secretário de Estado Adjunto e do Desenvolvimento Regional no XXII Governo Constitucional e Secretário de Estado da Administração Local e Ordenamento do Território no XXII Governo Constitucional. Ao ser empossado neste cargo em novembro de 2015, Carlos Miguel tornou-se a primeira pessoa de origem cigana a chegar ao Executivo de Portugal.

## Biografia
Licenciou-se em Direito pela Faculdade de Direito da Universidade de Lisboa e trabalhou como advogado durante dezassete anos.
De 2004 a 2015, foi presidente da Câmara Municipal de Torres Vedras; anteriormente, entre 2002 a 2004, foi o vice-presidente desta autarquia. Na década de 1990, desempenhou as funções de membro da Assembleia Municipal. Foi ainda conselheiro do Alto Comissariado para as Migrações.